# Caz Walton
Carol Kathleen „Caz“ Walton, OBE (* 1. Februar 1947 als Carol Bryant) ist eine ehemalige britische Behindertensportlerin, die in mehreren Sportarten aktiv war. Nach ihrer Karriere als Sportlerin war sie in verschiedenen Funktionen für die British Paralympic Association tätig.

## Werdegang
1962 besuchte sie, im Alter von 15 Jahren und nach einer Empfehlung ihres Physiotherapeuten, erstmals Stoke Mandeville, wo nationale Meisterschaften im Behindertensport ausgetragen wurden. Dieses Erlebnis inspirierte sie, selbst mit Leistungssport zu beginnen.
Insgesamt sechsmal nahm die im Rollstuhl sitzende Walton an Paralympischen Spielen teil, davon die ersten vier Male unter ihrem Mädchennamen Bryant. Ihr Debüt gab sie bei der zweiten Auflage der Spiele 1964 in Tokio, wo sie in zwei Wettkämpfen der Rollstuhlleichtathletik antrat. Ursprünglich hatte sie die Nominierung verpasst, rückte aber noch kurzfristig für eine erkrankte Athletin nach. Dabei gelang es ihr, sowohl im Slalom als auch im Wettlauf in der Kategorie Dash below T10 jeweils die Goldmedaille zu gewinnen. Im Slalom siegte sie mit einer Zeit von 1:12,6 min und war damit 15 Sekunden schneller als die nächstbeste Konkurrentin, während sie im Dash below T10 nur dank eines Vorsprungs von einer Zehntelsekunde Erste wurde. Vier Jahre darauf nahm sie bei den Spielen in Tel Aviv in gleich 13 Konkurrenzen in drei verschiedenen Sportarten teil. In der Rollstuhlleichtathletik sicherte sie sich im Rollstuhlrennen über 60 m in der Kategorie C eine weitere Goldmedaille. Auch im Slalom blieb sie wie schon 1964 ungeschlagen. Im Pentathlon gewann sie die Bronzemedaille, obwohl ihre 3126 Punkte für den Gewinn der Goldmedaille ausgereicht hätten. Der Fehler fiel jedoch erst viel später auf. Des Weiteren belegte sie im Kugelstoßen den sechsten Platz, im Speerwurf und im Diskuswurf den siebten Platz und im Keulenwurf den zwölften Platz. Mit der 4-mal-40-Meter-Staffel im Rollstuhl verpasste sie als Vierte den Finallauf. In den Schwimmwettbewerben startete Bryant in drei Konkurrenzen, darunter über 50 m Brust, wo sie den vierten Platz erreichte, und über 50 m Rücken, wo sie als Vierte ihres Vorlaufs ausschied. Über 100 m Brust gelang ihr dagegen eine Podestplatzierung, als sie die zweitschnellste Zeit unter allen vier Teilnehmerinnen schwamm. Weitere Medaillengewinne folgten schließlich noch im Tischtennis. In der Kategorie C musste sie sich im Einzel erst im Finale der Schwedin Lindström geschlagen geben und gewann somit Silber. Noch erfolgreicher verlief der Wettkampf in der Doppelkonkurrenz, in der Bryant mit ihrer Partnerin Barnard die Goldmedaille gewann. Sowohl bei den Commonwealth Paraplegic Games 1966 in Kingston als auch 1970 in Edinburgh und 1974 in Dunedin vertrat Bryant den englischen Verband und gewann insgesamt 18 Medaillen, darunter zehn Goldmedaillen.
Bei den Paralympischen Spielen 1972 in Heidelberg ging Bryant erneut in drei Sportarten an den Start, diesmal aber nur in insgesamt fünf verschiedenen Konkurrenzen. Mit einer Bilanz von vier Goldmedaillen und einer Bronzemedaille wurden es dennoch Bryants erfolgreichsten Spiele. Mit der 4-mal-40-Meter-Rollstuhl-Staffel gewann sie ebenso die Goldmedaille wie im 60-Meter-Rennen im Einzel. Im Fünfkampf wiederholte sie als Dritte derweil ihre Platzierung aus den Spielen von Tel Aviv. Bei den Tischtenniswettbewerben besiegte sie ohne Satzverlust nacheinander ihre drei Konkurrentinnen auf dem Weg zur Goldmedaille, darunter im Finale die Belgierin Verbrauwe. Erstmals startete Bryant auch bei einem Wettbewerb im Rollstuhlfechten und sicherte sich mit dem Florett im Novizen-Einzel mit Siegen über alle drei ihrer Konkurrentinnen sogleich den Gesamtsieg. 1976 in Toronto konnte Bryant nicht an ihre Erfolge von 1972 anknüpfen. Im Rollstuhlrennen über 60 m erreichte sie zwar das Finale, wurde aber diesmal nur Dritte. Über 800 m beendete sie das Finale auf dem sechsten und letzten Platz, im Slalom belegte sie unter 13 Starterinnen Rang acht. Im Fünfkampf verpasste sie als Vierte mit 2980 Punkten knapp einen zweiten Medaillengewinn bei den Spielen. Dieser gelang ihr schließlich im Tischtennis, als sie im Einzel das Halbfinale erreichte und damit die Bronzemedaille gewann. Die Mannschaftskonkurrenz schloss sie auf dem vierten Platz ab. Ihre dritte und letzte Medaille bei den Spielen sicherte sie sich im Rollstuhlfechten. Mit dem Florett besiegte sie zwei ihrer vier Konkurrentinnen und erhielt ein weiteres Mal Bronze. Es waren ihre letzten Spiele, bei denen sie in der Rollstuhlleichtathletik antrat.
Nachdem Bryant, die nunmehr geheiratet hatte und Walton hieß, weder 1980 noch 1984 an den Paralympischen Spielen teilgenommen hatte, gehörte sie 1988 in Seoul wieder zum britischen Aufgebot. 1980 musste sie aufgrund von Gesundheitsproblemen mit dem Herzen aussetzen. Im Rollstuhlfechten verpasste sie 1988 mit dem Florett im Einzel noch die Finalrunde und blieb auch mit der Mannschaft in dem nur vier Mannschaften umfassenden Teilnehmerfeld als Vierte glücklos. Tags darauf zeigte sie in der Konkurrenz mit dem Degen jedoch die beste Leistung aller Fechterinnen und setzte sich im entscheidenden abschließenden Gefecht gegen ihre Gegnerin Wong Ying aus Hongkong mit 5:4 durch, womit sie ihre zehnte und schließlich auch letzte Goldmedaille bei Paralympischen Spielen gewann. Walton selbst bezeichnet den Gewinn dieser Goldmedaille als den größten all ihrer Erfolge. Neben dem Rollstuhlfechten war Walton bei den Spielen auch Mitglied der Mannschaft im Rollstuhlbasketball. In ihrer Vorgruppe verloren die Britinnen jedoch sämtliche vier Partien teils deutlich und schlossen das Turnier auf dem neunten und letzten Platz ab. Bei ihren letzten Paralympischen Spielen 1992 in Barcelona trat Walton nurmehr im Rollstuhlfechten an. Mit dem Florett verlor sie in der Vorrunde alle Gefechte und blieb auch in ihrem Viertelfinale gegen Josette Bourgain sieglos. Etwas besser verlief der Wettkampf mit dem Degen. Sie gewann zwei ihrer drei Vorrundenduelle, hatte jedoch erneut im Viertelfinale, wenn auch diesmal knapper, gegen Laura Presutto das Nachsehen. Mit der Mannschaft verpasste sie abschließend als Vierte das Podium und einen letzten Medaillengewinn.
Mit Gründung der British Paralympic Association (BPA) im Jahr 1989 begann Walton für diese zu arbeiten, zunächst in Form einer Personalentsendung der BT Group, die die Gründung der BPA unterstützt hatte. Ab 1995 war sie in Vollzeit bei der BPA angestellt. Ein Jahr zuvor hatte sie ihre aktive Karriere als Sportlerin beendet. Bei den Paralympischen Spielen 1996, 2000 und 2008 fungierte sie als Teammanagerin der britischen Fechterinnen, 2004 war sie Leiterin der gesamten britischen Delegation. Bei den 2021 ausgetragenen Spielen 2020 war sie als Projektmanagerin der BPA involviert.

## Auszeichnungen
1970 erhielt sie von der Vereinigung der britischen Sportjournalisten die Bill McGowran Trophy als Behindertensportlerin des Jahres. Im Mai 1972 wurde Walton noch unter ihrem Geburtsnamen Bryant zum Member des Order of the British Empire ernannt. Im Juni 2010 erhielt sie schließlich für ihre Dienste für den Behindertensport auch das Offizierskreuz des Ordens. Der britische nationale Rollstuhlsportverband WheelPower nahm Walton 2003 in seine Hall of Fame auf. 2014 wurde sie mit dem BPA Lifetime Achievement Award geehrt. 2017 erhielt sie für ihre Verdienste den Sports Woman of the Year Lifetime Achievement Award der Sunday Times.